# Raymond Steegmans
Raymond Steegmans (Hasselt, 15 mei 1945) is een Belgisch voormalig profwielrenner, actief van 1960 tot 1975. Hij reed tot 1966 als amateur, en kwam op 2 september van dat jaar in dienst van Goldor - Main d'Or - L'Hirondelle.
Zijn grootste successen boekte hij in de Ronde van Spanje van 1969, waarin hij twee etappes won en beslag legde op de groene trui van het puntenklassement. Hij was vier dagen lang leider in alle klassementen (algemeen klassement, puntenklassement en bergklassement). Daarnaast won Steegmans diverse criteriums, waaronder Machelen (1969) en Lommel (1971). In 1972 schreef Steegmans een etappe van de Tour de la Nouvelle France (Canada) op zijn naam.
Steegmans had na zijn actieve wielerloopbaan jarenlang een wielerzaak in Tongeren.

## Resultaten in voornaamste wedstrijden
| Jaar | Ronde van Italië | Ronde van Frankrijk | Ronde van Spanje |
| ---- | ---------------- | ------------------- | ---------------- |
| 1967 |                  |                     |                  |
| 1968 |                  |                     | opgave           |
| 1969 |                  |                     | 44e (2)          |
| 1970 |                  |                     | opgave           |
| 1971 |                  |                     |                  |
| 1972 |                  |                     |                  |
| 1973 |                  |                     |                  |
| 1974 |                  |                     | buiten tijd      |
| 1975 |                  |                     | buiten tijd      |

| Jaar | Milaan-San Remo | Gent-Wevelgem | Ronde van Vlaanderen | Parijs-Roubaix | Amstel Gold Race |
| ---- | --------------- | ------------- | -------------------- | -------------- | ---------------- |
| 1967 | 35e             | 40e           | 54e                  |                | 33e              |
| 1968 |                 | 68e           |                      | 38e            |                  |
| 1969 |                 | 81e           | 23e                  |                | 34e              |
| 1970 |                 |               |                      |                |                  |
| 1971 |                 |               | 79e                  |                |                  |
| 1972 |                 |               |                      |                |                  |
| 1973 |                 |               |                      |                |                  |
| 1974 |                 |               |                      |                |                  |
| 1975 |                 |               |                      |                |                  |